# Флаг Риу-Гранди-ду-Сул
Флаг бразильского штата Риу-Гранди-ду-Сул представляет собой прямоугольное полотнище, разделённое двумя диагональными линиями на зелёную, красную и жёлтую части. В центре в белом овале расположен герб штата.

## История

Флаг Республики Пиратини.

Впервые зелёно-красно-жёлтый флаг был использован в 1836 году как флаг самопровозглашённой Республики Пиратини. После становления Бразильской республики в 1889 году этот флаг был принят в качестве флага штата Риу-Гранди-ду-Сул. В 1891 году к флагу было добавлено изображение герба штата. 5 января 1966 года статус флага был закреплён законодательно.

## Символика
Единой трактовки значения цветов флага Риу-Гранди-ду-Сул нет. По одной из версий зелёный цвет означает сельскую местность, красный — гордость, жёлтый — плодородные почвы штата.